# Скафати
Скафати (на италиански: Scafati) e град и община в Южна Италия. Населението му е 50 686 жители (декември 2017 г.), а площта 19 кв. км. Намира се на 12 м н.в. в часова зона UTC+1. Пощенският му код е 84018, а телефонния 081.